# Podkarpacki Rajd Zimowy 1964
2. Podkarpacki Rajd Zimowy – 2. edycja Podkarpackiego Rajdu Zimowego. Był to rajd samochodowy rozgrywany od 28 lutego do 1 marca 1964 roku o współczynniku 3. Była to pierwsza runda Rajdowych Samochodowych Mistrzostw Polski w roku 1964. Został rozegrany na śniegu i lodzie. Zwycięzcą rajdu został Ludwik Postawa. Ostateczne wyniki tylko w klasach. Ogólna klasyfikacja nie została uwzględniona..

## Wyniki końcowe rajdu[1][2]
| Miejsce | Kierowca       | Pilot               | Samochód            | Czas | Strata | Grupa Klasa |
| ------- | -------------- | ------------------- | ------------------- | ---- | ------ | ----------- |
| 1       | Ludwik Postawa | Mieczysław Sochacki | Fiat Abarth 1000 TC |      | -      | 1-2         |